# Nodogenerina
Nodogenerina es un género de foraminífero bentónico de la familia Stilostomellidae, de la superfamilia Stilostomelloidea, del suborden Buliminina y del orden Buliminida. Su especie tipo es Nodogenerina bradyi. Su rango cronoestratigráfico abarca desde el Campaniense (Cretácico superior) hasta la Actualidad.

## Discusión
Clasificaciones previas incluían Nodogenerina en el suborden Rotaliina del orden Rotaliida. Nodogenerina ha sido considerado un sinónimo posterior de Siphonodosaria.

## Clasificación
Nodogenerina incluye a las siguientes especies:
- Nodogenerina bradyi, considerado como Siphonodosaria bradyi
- Nodogenerina insecta, considerado como Siphonodosaria insecta
- Nodogenerina parkeri
- Nodogenerina quadrata
- Nodogenerina saubriguensis
- Nodogenerina scalaris
- Nodogenerina simplex
- Nodogenerina spinifera
- Nodogenerina spinosa

Otras especies consideradas en Nodogenerina son:
- Nodogenerina advena, aceptado como Strictocostella advena
- Nodogenerina aminaensis, considerado sinónimo posterior de Orthomorphina perversa
- Nodogenerina aperturata, considerado sinónimo posterior de Siphonodosaria pomuligera
- Nodogenerina challengeriana, considerado sinónimo posterior de Orthomorphina perversa
- Nodogenerina cooperensis, considerado sinónimo posterior de Siphonodosaria hispidula
- Nodogenerina georgiana, considerado sinónimo posterior de Siphonodosaria jacksonensis
- Nodogenerina havanensis, considerado sinónimo posterior de Orthomorphina perversa
- Nodogenerina heterosculpta, aceptado como Glandulonodosaria heterosculpta
- Nodogenerina javana, considerado sinónimo posterior de Strictocostella advena
- Nodogenerina jedlitschkai, aceptado como Orthomorphina jedlitschkai
- Nodogenerina laevigata, considerado sinónimo posterior de Glandulonodosaria glandigena
- Nodogenerina laevis, aceptado como Orthomorphina laevis
- Nodogenerina lohmanni, aceptado como Siphonodosaria lohmanni
- Nodogenerina milletti, aceptado como Floresina milletti
- Nodogenerina pacifica, considerado sinónimo posterior de Siphonodosaria insecta
- Nodogenerina rohri, considerado sinónimo posterior de Glandulonodosaria ambigua
- Nodogenerina sculpturata, considerado sinónimo posterior de Orthomorphina perversa
- Nodogenerina spinata, aceptado como Strictocostella spinata
- Nodogenerina tappanae, aceptado como Siphonodosaria jacksonensis
- Nodogenerina trincherasensis, aceptado como Glandulonodosaria trincherasensis